# Шевченко Володимир Васильович (політик)
Володимир Васильович Шевченко (20 вересня 1918, село Нижній Нагольчик Таганрозького повіту Області Війська Донського, тепер селище Антрацитівського району Луганської області — 20 квітня 1997, місто Луганськ) — український радянський і компартійний діяч, 1-й секретар Луганського обкому КПУ. Член Ревізійної Комісії КПУ в 1956—1960 р. Кандидат у члени ЦК КПУ в 1960—1961 р. Член ЦК КПУ в 1961—1976 р. Член ЦК КПРС в 1961—1976 р. Депутат Верховної Ради УРСР 5-го скликання. Депутат Верховної Ради СРСР 6—8-го скликань.

## Біографія
Народився в родині робітника. У 1934—1937 роках — студент Харківського комуністичного технікуму.
У 1937 — жовтні 1938 року — завідувач сектору виконавчого комітету Боково-Антрацитівської районної ради депутатів трудящих, інспектор політико-просвітньої роботи Боково-Антрацитівського районного відділу народної освіти, завідувач відділу обліку Боково-Антрацитівського районного комітету ЛКСМУ Ворошиловградської області.
У жовтні 1938 — листопаді 1940 року — служба в Червоній армії, військах НКВС. У 1938—1940 роках — студент-заочник історико-філософського факультету Київському державному університеті, закінчив два курси.
Член ВКП(б) із 1940 року.
У листопаді 1940 — 1941 роках — заступник партійного організатора, партійний організатор шахти № 23-25 біс тресту «Боково-Антрацит» Ворошиловградської області. У 1942 році — інструктор Черемховського міського комітету ВКП(б) Іркутської області РРФСР.
У липні 1942 — лютому 1943 року — в Боково-Антрацитівському партизанському загоні.
У лютому 1943 — січні 1948 року — 2-й секретар Боково-Антрацитівського районного комітету КП(б)У Ворошиловградської області.
У січні 1948 — січні 1952 року — 1-й секретар Краснодонського районного комітету КП(б)У Ворошиловградської області.
У січні 1952 — 1956 року — 1-й секретар Кадіївського міського комітету КПУ Ворошиловградської області.
У 1955 році заочно закінчив історичний факультет Ворошиловградського педагогічного інституту.
У грудні (затв.) 1956 — березні 1961 року — 2-й секретар Ворошиловградського (Луганського) обласного комітету КПУ.
У березні 1961 — січні 1963 року — 1-й секретар Луганського обласного комітету КПУ. У січні 1963 — грудні 1964 року — 1-й секретар Луганського промислового обласного комітету КПУ. У грудні 1964 — 14 грудня 1973 року — 1-й секретар Луганського обласного комітету КПУ.
З 1973 року — заступник начальника тресту «Ворошиловградвугілля» Ворошиловградської області з економічних питань.
З липня 1974 до 1988 року — заступник начальника тресту, заступник генерального директора з економічних питань вугільного об'єднання «Артемвугілля» в місті Горлівці.
У 1992 році повернувся до міста Луганська, де отримав квартиру, в якій проживав свої останні роки на пенсії.

## Нагороди
- два ордени Леніна (29.04.1957, 19.09.1968)
- орден Вітчизняної війни ІІ ступеня
- орден «Знак Пошани» (25.01.1948)
- орден Трудового Червоного Прапора (8.08.1964)
- медаль «Партизанові Вітчизняної війни» І ст.
- медаль «За перемогу над Німеччиною у Великій Вітчизняній війні 1941—1945 рр.» (1945)
- медаль «За відбудову вугільних шахт Донбасу»
- медалі
- почесний громадянин Луганська (1994)